# North Salem (New York)
North Salem ist eine Stadt (Town) im nordöstlichen Teil von Westchester County im US-Bundesstaat New York.
Der Landkreis gilt als zweitreichster Bezirk im Bundesstaat New York und als siebtreichster in den Vereinigten Staaten.

## Geografie
Im Norden grenzt die Stadt an Putnam County, New York und im Osten an Connecticut.
Die Stadt hat eine Fläche von 59,3 Quadratkilometer. Davon sind 55,5 Quadratkilometer Land und 3,8 Quadratkilometer Wasser.

## Demographie
Bei der Volkszählung 2000 wurden 5173 Bewohner, 1764 Haushalte und 1374 Familien gezählt. Das macht eine Bevölkerungsdichte von 241,5 Einwohner pro Meile.
In den 1764 Haushalte lebten 39,2 % Kinder unter 18 Jahren, 68,1 % waren verheiratete Paare die zusammen leben, 7,5 % einen weiblichen Haushaltsvorstand ohne Ehemann und 22,1 % waren keine Familien. 17,5 % aller Haushalte bestanden aus Einzelpersonen und 5,3 % lebten Menschen, die 65 Jahre oder älter waren. Die durchschnittliche Haushaltsgröße betrug 2,80 und die durchschnittliche Familiengröße lag bei 3,17.

### Altersgruppen
Tabelle mit prozentualer Anzahl der Einwohner pro Altersgruppe
| unter 18 | 18 bis 24 | 25 bis 44 | 45 bis 64 | über 65 |
| -------- | --------- | --------- | --------- | ------- |
| 26,2 %   | 4 %       | 28,5 %    | 27 %      | 13,9 %  |

Durchschnittsalter: 40 Jahre
Auf 100 Frauen entfielen 91,6 Männer. Auf 100 Frauen im Alter von 18 Jahren gab es 87,4 Männer.

### Einkommen
Das jährliche Durchschnittseinkommen eines Haushalts in der Stadt betrug 100.280 US-Dollar, und das Durchschnittseinkommen einer Familie betrug 109.468 USD. Männer hatten ein durchschnittliches Einkommen von 68.229 USD, 41.910 im Vergleich zu den Frauen. Das Pro-Kopf-Einkommen für die Stadt war 48.818 USD. Etwa 1,5 % der Familien und 2,0 % der Bevölkerung lebten unterhalb der Armutsgrenze, darunter 2,2 % Jugendliche unter 18 Jahren und keiner von ihnen 65 oder älter.

## Bildung
Die North Salem Middle School High School (oder North Salem MSHS) wurde von der Bundesregierung mit dem Blue Ribbon Award für Exzellenz ausgezeichnet. Akademisch zählt North Salem als die beste öffentliche Schule der Nation. Auch die Grundschule, Pequenakonck, ist für ihre akademischen Leistungen bekannt.

### Bekannte Absolventen
- Thomas Swetz – Tänzer
- Carlos Mencia – US-amerikanischer Komiker, Schriftsteller und Schauspieler.

## Kultur und Sehenswürdigkeiten

### Parks
- Baxter Preserve, North Salem’s beliebtester Park. Er besteht aus zwei Segmenten: Baxter South und Baxter Nord.

## Persönlichkeiten
Einwohner:
- Georgina Bloomberg (* 1983), Springreiterin + Tochter von Michael Bloomberg
- Alan Menken (* 1949), achtfacher Oscar-Preisträger, Filmkomponist und Songwriter
- David Letterman (* 1947), Talkmaster der Late Show with David Letterman
- David Marks (* 1948), Musiker und ehemaliger Gitarrist der Beach Boys
- Larry Fink (* 1952), Gründer, Aufsichtsratsvorsitzender und CEO von BlackRock
- Steven Rattner (* 1952), Finanzinvestor und verantwortlich für die Rettung General Motors